# NGC 198
NGC 198 é uma galáxia espiral (Sc) localizada na direcção da constelação de Pisces. Possui uma declinação de +02° 47' 54" e uma ascensão recta de 0 horas, 39 minutos e 22,9 segundos.
A galáxia NGC 198 foi descoberta em 25 de Dezembro de 1790 por William Herschel.